# جون د. هربرت
جون د. هربرت (بالإنجليزية: John D. Herbert)‏ هو محامي أمريكي، ولد في 18 سبتمبر 1930 في كولومبوس في الولايات المتحدة، وتوفي في 27 مارس 2017 في سينسيناتي في الولايات المتحدة.